# Lewis Miller (uitvinder)
Lewis Miller (Greentown (Ohio), 24 juli 1829 – New York, 17 februari 1899) was een Amerikaans zakenman en filantroop die een fortuin verdiende eind negentiende eeuw als uitvinder van de eerste maaidorser. Zijn dochter Mina (1865-1947) huwde Thomas Alva Edison in 1886.

## Biografie
Miller werd geboren in een blokhut op de boerderij van zijn vader, John Miller, nabij Greentown. Zijn moeder, Mary Elizabeth York, overleed enkele maanden na Lewis' geboorte. Hij werd daarom grootgebracht in het gezin van zijn oom en tante, George en Elizabeth York, die een boerderij hadden aan de overkant van de straat van zijn vader.
In 1849 ging Miller op pelgrimstocht naar Plainfield (Illinois) met als doel om een bedrijf te beginnen en landbouwmachines uit te vinden. Zijn belangrijkste uitvinding was een verbeterde versie van de maaidorser van Hiram Moore, waarbij het maaiblad voor de drijver aan de zijkant van de paarden was gemonteerd in plaats van erachter. Miller was zeer succesvol op dit gebied. Hij werd geïntroduceerd in de National Inventors Hall of Fame met 92 octrooien met hem als uitvinder of mede-uitvinder.
Een groot gedeelte van zijn verdiende fortuin doneerde hij aan de lokale gemeenschap en aan goede doelen geassocieerd met de Methodist Episcopal Church. Hij was gehuwd met Mary Valinda Alexander. Hij overleed in 1899 aan de gevolgen van een nierziekte in het Post-Graduate Hospital in New York.
- International Standard Name Identifier: 0000 0000 2851 8371
- Library of Congress Control Number: n84805305
- Virtual International Authority File: 26022676
- WorldCat: E39PBJjRTDryk3rJGBRDFwdG73

1. ↑  Find a Grave.